# Seiane
Seiane (in croato Žejane, in istrorumeno Jeiani o Jeiăn) è un centro abitato della Croazia, frazione del comune di Mattuglie.
Ogni anno vi si organizza una festa carnevalizia, e i partecipanti vengono chiamati "zvončari" ("campanari"). 

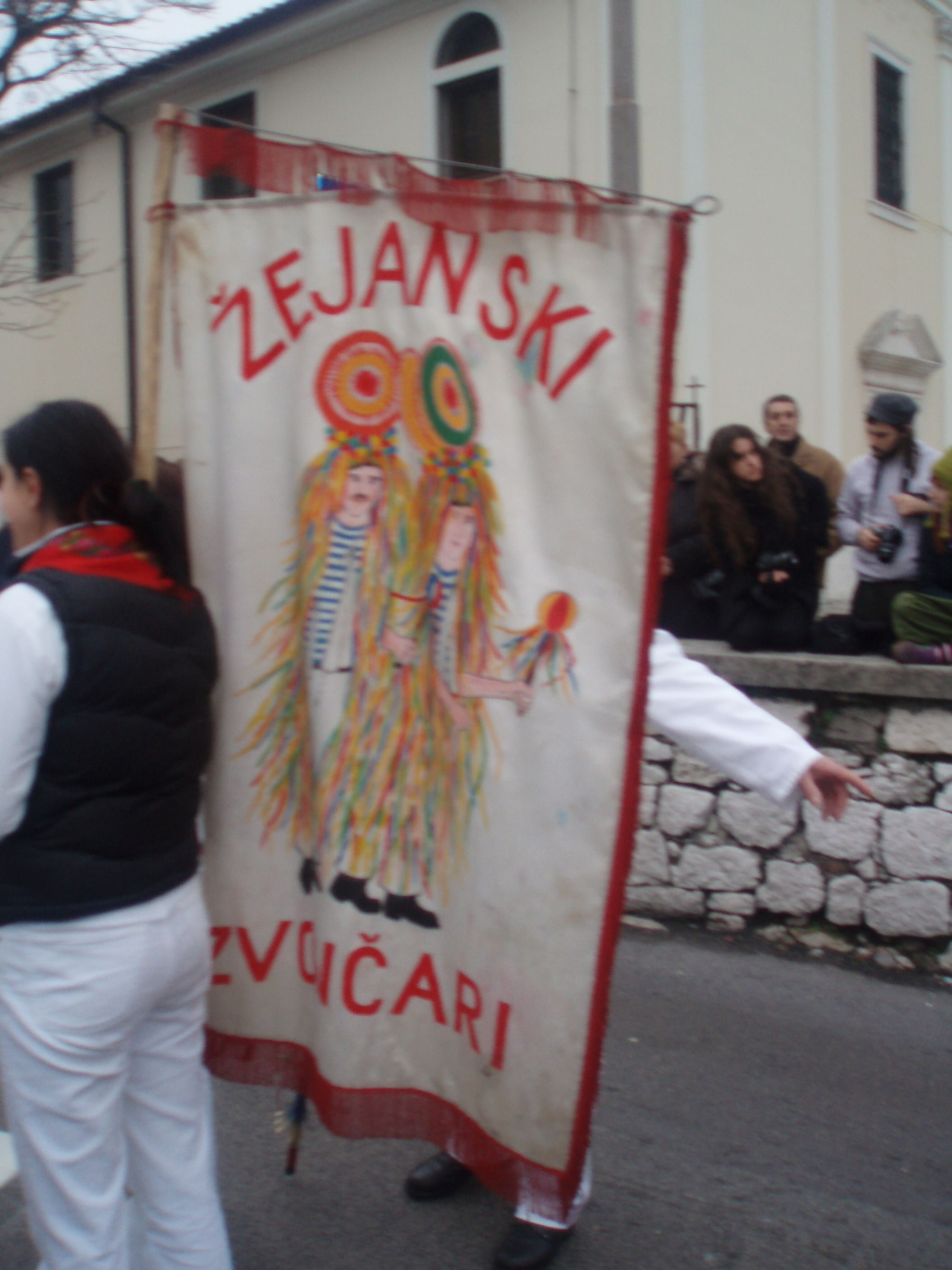
La bandiera degli Zvončari

## Geografia fisica
Seiane si trova a 14 km a nord-ovest di Abbazia, la città più vicina, sul lato nord del monte Ciceria a 4 km a nord della cima del Šije, e a 3 km a sud est del villaggio di Mune.
Appartiene geograficamente all'Istria, al villaggio e al comune di Mattuglie, nella Regione litoraneo-montana.

## Storia
Verso il 1460 un consistente numero di pastori istrorumeni (detti comunemente cici) si insediò a Seiane. La chiesa cattolica di Santa Andrea (Sveti Andrija in croato) è stata costruita nel 1990. Attualmente la pastorizia, che storicamente fu l'attività tradizionale della zona, è quasi scomparsa. Ancora oggi sopravvive tra gli abitanti la lingua istrorumena, ma una percentuale importante degli ultimi parlanti è anziana. 

## Società

### Evoluzione demografica
| Popolazione secondo anno | Popolazione secondo anno | Popolazione secondo anno | Popolazione secondo anno | Popolazione secondo anno | Popolazione secondo anno | Popolazione secondo anno | Popolazione secondo anno | Popolazione secondo anno | Popolazione secondo anno | Popolazione secondo anno | Popolazione secondo anno | Popolazione secondo anno | Popolazione secondo anno | Popolazione secondo anno |
| ------------------------ | ------------------------ | ------------------------ | ------------------------ | ------------------------ | ------------------------ | ------------------------ | ------------------------ | ------------------------ | ------------------------ | ------------------------ | ------------------------ | ------------------------ | ------------------------ | ------------------------ |
| 1857                     | 1869                     | 1880                     | 1890                     | 1900                     | 1910                     | 1921                     | 1931                     | 1948                     | 1953                     | 1961                     | 1971                     | 1981                     | 1991                     | 2001                     |
| 505                      | 546                      | 531                      | 565                      | 601                      | 596                      | 547                      | 540                      | 511                      | 494                      | 383                      | 379                      | 250                      | 189                      | 141                      |

### Lingue e dialetti
Seiane è l'unico villaggio nel nord della penisola istriana, dove si parla ancora jeiånschi, in una delle due varianti della lingua valacca istriana o istro-rumeno, come lo chiamano ancora oggi i linguisti.
Latinofoni, lo sono la maggior parte dei rumeni che sono stati costretti a emigrare dall'Istria in Italia poco dopo la seconda guerra mondiale, all'indomani dell'annessione della penisola alla Jugoslavia. Il loro numero è stato notevolmente ridotto a causa di assimilazioni da parte delle popolazioni circostanti delle diverse nazionalità, italiane e/o croate.
I valacchi istriani erano conosciuti come pastori, ma anche come carbonai, produttori di aceto e venditori ambulanti. Si presume che si fossero insediati in Istria nel XII secolo, dal momento che un certo Radul è indicato come loro principe e Radul è dall'origine del nome chiaramente rumeno. Tuttavia, si hanno prove documentate della loro presenza già dal 1329, quando cronache serbe parlano di valacchi residenti in questa regione. Ciò suggerisce che gli istro-rumeni abitarono in Istria già dal XIV secolo o addirittura antecedentemente. Alcuni storici e linguisti suppongono che rumeni e croati dell'Istria, valacchi della Transilvania, si insediarono qui, quasi 1000 anni fa, e altri, fuggirono dalla loro terra d'origine durante il periodo delle prime incursioni turche.